# Родригес Пенья, Николас
Николас Родригес Пенья (исп. Nicolás Rodríguez Peña; 30 апреля 1775, Буэнос-Айрес — 3 декабря 1853, Сантьяго-де-Чили) — аргентинский торговец и политик, известный в основном своими действиями во время Майской революции и членством во Втором триумвирате.

## Биография
Николас Родригес Пенья родился 30 апреля 1775 года в Буэнос-Айресе (Вице-королевство Перу). Он посвятил себя торговле, что позволило ему накопить значительное состояние. Среди его многочисленных успешных предприятий была мыловаренная фабрика, которой он владел совместно с Иполито Виейтесом и которая прославилась как центр заговоров против Испанской монархии. В 1805 году он был членом «Ложи независимости» вместе с Хуаном Хосе Кастелли, Мануэлем Бельграно и другими революционерами. Эта группа и ей подобные встречались в своем загородном доме, расположенном на месте площади, которая сегодня носит их имя в Буэнос-Айресе.
В 1806-1807 годах он участвовал в качестве члена ополчения в борьбе против двух английских вторжений в вице-королевство Рио-де-ла-Плата.
Присоединившись к заговорщической группе, поддерживавшей карлотизм, он продвигал и финансировал политические акции, предшествовавшие Майской революции. Он блестяще выступил на открытом собрании на кабильдо (совет) мэрии 22 мая.
Он участвовал в формировании Первой правительственной хунты. Он был секретарем Кастелли, хотя и не разделял всех его идей, сопровождая его в экспедиции войск Буэнос-Айреса по подавлению контрреволюции в Кордове, где он санкционировал казнь бывшего вице-короля Сантьяго де Линьерса и других побежденных контрреволюционеров. Он продолжил службу в составе Армии Севера в Первой экспедиции по оказанию помощи Верхнему Перу, после участия в битве при Суйпаче вошел в провинции, расположенные выше, и в течение короткого времени был губернатором Ла-Паса.
Родригес Пенья вернулся в Буэнос-Айрес в феврале 1811 года и занял место Мариано Морено в Первой хунте. Однако он был свергнут в результате апрельской революции 1811 года, известной как «Движение или революция Орильерос», в ходе которой умеренная группа во главе с Корнелио Сааведрой захватила контроль над Большой хунтой и уничтожила радикальное меньшинство, связанное с Морено. Революция заперла его в Сан-Хуане. В конце того же года он вернулся, посвятив себя бизнесу. Он присоединился к ложе Лаутаро, недавно созданной в столице и возглавляемой Карлосом Марией де Альвеаром и Хосе де Сан-Мартином. После революции 8 октября 1812 года, свергнувшей Первый триумвират, он был избран членом Второго триумвирата. Это было правительство, все больше контролировавшееся Ассамблеей XIII года, то есть Ложей Лаутаро, которая его контролировала.
Когда Второй триумвират был распущен после поражений Мануэля Бельграно битвах при Вилькапухио и Айоуме, положивших конец Второй экспедиции по оказанию помощи Верхнему Перу, ложа Лаутаро решила сосредоточить власть в руках одного исполнительного органа, создав должность Верховного директора Соединенных провинций Рио-де-ла-Плата. Хервасио Антонио де Посадас, избранный верховным директором, назначил Родригеса Пенья председателем Государственного совета. Он также присвоил ему звание полковника армии.
В 1814 году он был назначен первым заместителем губернатора Восточной провинции и занимал эту должность недолгое время.
После падения верховного директора Карлоса Марии де Альвеара он предстал перед судом и был приговорен к ссылке, но вскоре после этого ему разрешили проживать в Сан-Хуане.
В 1816 году он вернулся в Буэнос-Айрес, но новый верховный директор Хуан Мартин де Пуэйрредон заставил его снова отступить в Сан-Хуан. Там он помогал генералу Хосе де Сан-Мартину в организации Андской армии.
После битвы при Чакабуко в 1817 году Родригес Пенья отправился в изгнание в Сантьяго-де-Чили, где оставался до своей смерти в декабре 1853 года.
Его останки покоятся на кладбище Реколета в городе Буэнос-Айрес.
Он был женат на Касильде Игарсабаль, от которой у него было четверо детей: Хасинто, Деметрио, Николас и Каталина.